# 新化府
新化府，明朝初期设置的府。
永乐十一年（1413年）于新化长官司置，治所在今贵州省锦屏县东南新化乡。属贵州承宣布政使司。宣德九年（1434年）废入黎平府。